# Ciudadela de Herat
La Ciudadela de Herat (en persa: ارگ هرات‎, en pastún: سکندرۍ کلا‎), también conocida como la Ciudadela de Alejandro, y localmente denominada como Qala Iktyaruddin (en persa: قلعه اختیارالدین‎), se encuentra en el centro de la ciudad de Herat, en Afganistán. Se remonta al año 330 a. C., cuando Alejandro Magno y su ejército llegaron a lo que hoy es Afganistán después de la batalla de Gaugamela. Muchos imperios la han utilizado como sede en los últimos dos milenios, y fue destruida y reconstruida muchas veces a lo largo de los siglos.
Esta histórica ciudadela se salvó de la demolición en la década de 1950, y fue excavada y restaurada por la UNESCO entre 1976 y 1979. Después de décadas de guerras y abandono, la ciudadela comenzó a derrumbarse, pero en los últimos años varias organizaciones internacionales decidieron reconstruirla por completo. El Museo Nacional de Herat también se encuentra dentro de la ciudadela, mientras que el Ministerio de Información y Cultura de Afganistán es el encargado de todo el recinto.

## Historia
Herat, en el fértil valle del río Hari Rud, fue establecida ya en el siglo VI a. C. Un montículo ubicado al norte de la Ciudad Vieja, conocido como Kuhandazh, puede haber sido el sitio del fuerte que Alejandro Magno construyó en el 330 a. C. luego de su conquista de la ciudad aqueménida conocida como Artacoana o Aria. Después de la partida de Alejandro, Herat fue gobernada por seléucidas, partos, kusháns, sasánidas, heftalitas, omeyas, tahíridas, saffáridas, samánidas, selyúcidas, gaznávidas y gúridas.

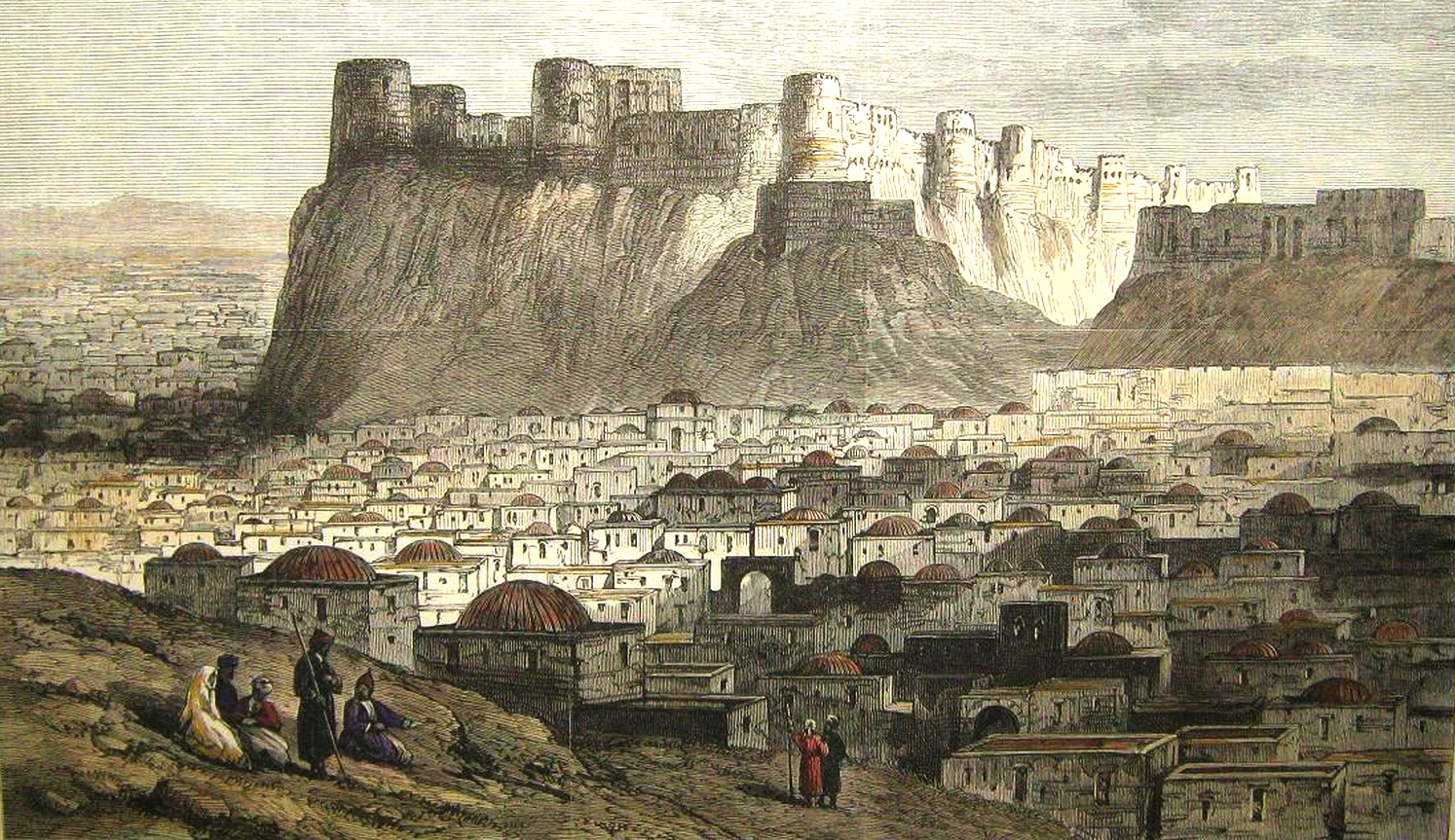
Una pintura de 1879 de Herat, con la ciudadela visible en lo alto.

Ubicada a medio kilómetro al sur de Kuhandaz y alineada con los ejes cardinales, la ciudad amurallada descrita por los primeros geógrafos árabes tenía cuatro puertas que conducían al cruce de avenidas comerciales y una ciudadela cuadrada (qal'a) contigua a la muralla norte de la ciudad. Esta ciudadela, que se ha sugerido como otro posible sitio para el fuerte de Alejandro, se conoce hoy como la famosa Ciudadela de Herat. Herat prosperó con el comercio de la Ruta de la Seda desde el Levante a la India y China, y se convirtió en una ciudad importante de la dinastía gúrida en 1175. La ciudad fue completamente destruida en 1221 por el ejército mongol y reconstruida por los gobernadores de la dinastía Kart que establecieron su gobierno con base en Herat a mediados del siglo XIII.
El kartid Amir Fakhr al-Din (r. 1295-1308) en 1299/1300 reforzó las torres, muros, murallas y foso de la ciudadela, y añadió un maidan amurallado al oeste para que sirviera como mezquita al aire libre (idgah). Su sucesor Ghiyath al-Din (r. 1308-1329) construyó dos palacios dentro de la ciudadela al este. Se cree que el nombre Ikhtiyar al-Din, que se refiere a los recintos oriental y occidental, es el nombre o epíteto de un emir o comandante militar de Kart. Destruida por segunda vez por el ejército de Tamerlán (1380), la ciudadela fue reconstruida después de que Shah Rukh (r. 1405-1444) trasladara su capital a Herat y comenzara una etapa de reconstrucción. Reforzó la ciudadela a base de piedra y ladrillo cocido, y cubrió su exterior con tejas vidriadas.
La ciudadela fue utilizada como residencia real, tesorería, prisión y arsenal bajo la dinastía Hotaki/Imperio durrani en el siglo XVIII. Sufrió algunos daños durante la guerra anglo-afgana en el siglo XIX. Una ciudadela moderna (Arg-e Herat) fue construida inmediatamente al norte a mediados del siglo XIX para asumir su función defensiva. La ciudadela se salvó de la demolición en la década de 1950, y fue excavada y restaurada por la UNESCO entre 1976 y 1979. Sufrió más daños durante las últimas décadas de guerras y abandono.

### Restauración reciente

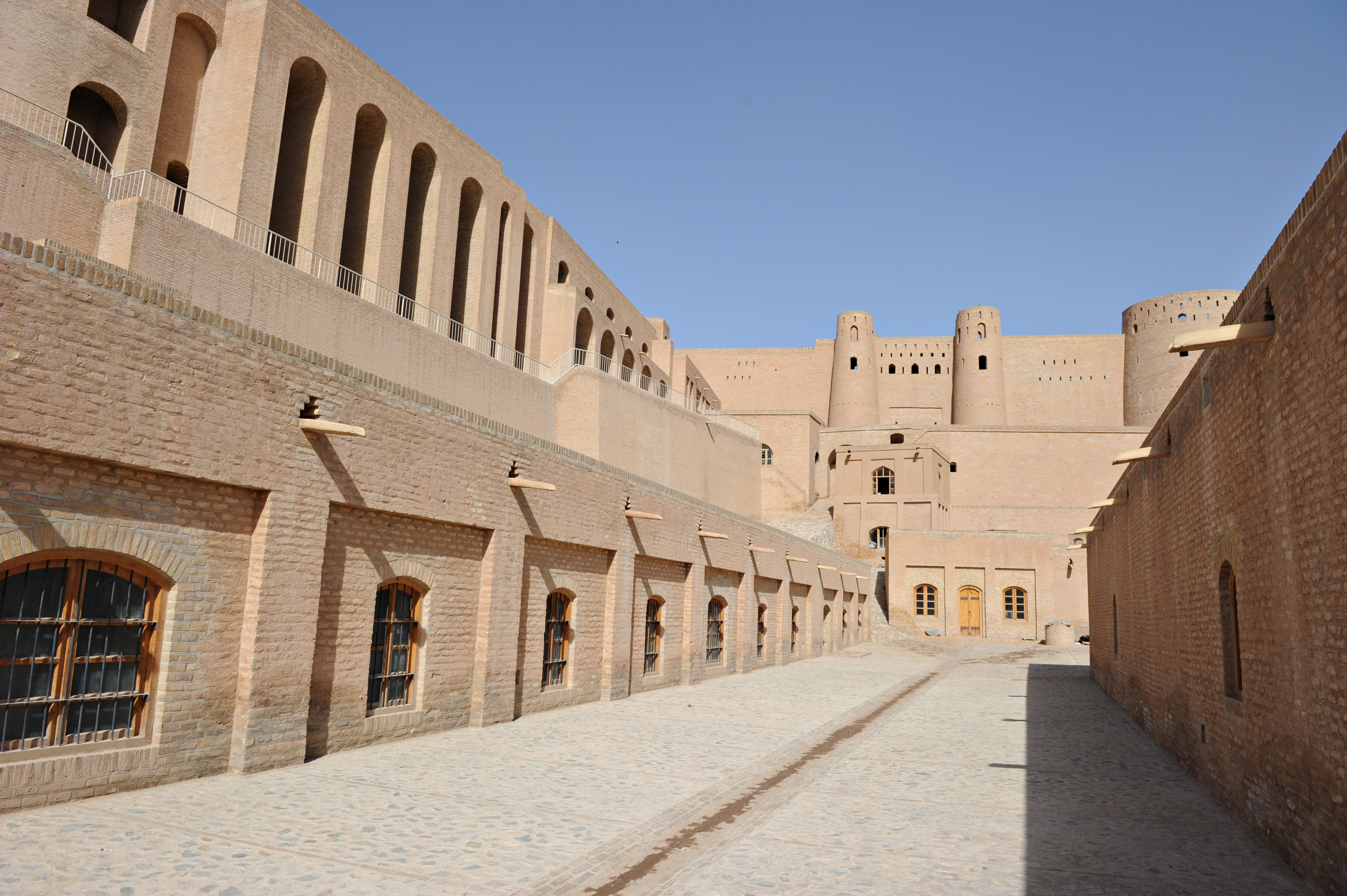
Una callejuela dentro de la ciudadela en 2011.

La Ciudadela de Herat fue completamente renovada entre 2006 y 2011. Consta de dos recintos amurallados. La última restauración involucró a cientos de artesanos afganos y fondos del Aga Khan Trust for Culture y con una inversión de alrededor de $2,4 millones de dólares de los gobiernos de Estados Unidos y Alemania.
El complejo más antiguo al este, que se encontró lleno de escombros, fue excavado parcialmente para revelar dos estructuras del patio. Tiene una planta aproximadamente rectangular de unos dieciocho por cuarenta y dos metros, y está protegida con trece torres semicirculares, dos de las cuales flanquean una puerta orientada al oeste. También se la conoce como la Ciudadela Superior, por su sitio elevado, y está construida con ladrillos cocidos.

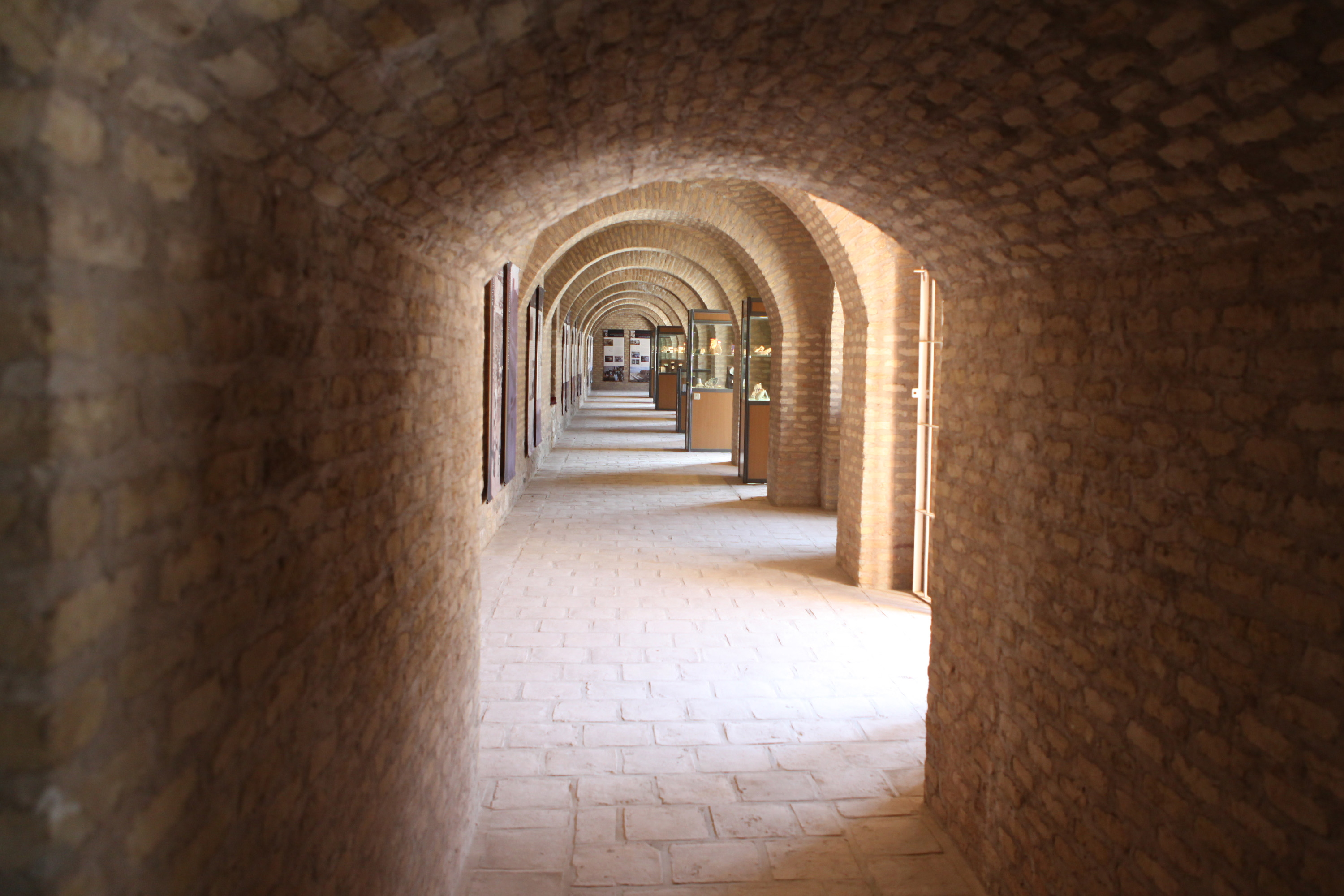
El museo dentro de la ciudadela.

La adición kartid al oeste, conocida como la Ciudadela Inferior, tiene paredes inferiores de ladrillo cocido e incluye estructuras militares del período timúrida. Su planta poligonal mide unos veinticinco por sesenta metros con nueve torres circulares, de las cuales seis sobreviven y se mantienen a lo largo de los muros sur y oeste. Se cree que la alta Torre Malik en su muro occidental lleva el nombre de un kartid Malik y conserva segmentos de su decoración de azulejos vidriados timúridas, incluidas partes de una banda inscriptiva cúfica.
Un Museo Etnográfico, un Museo Militar, Talleres de Artesanía y un Museo Arqueológico se instalaron dentro de la Ciudadela Inferior después de la restauración de la década de 1970, mientras que la Ciudadela Superior se abrió a los visitantes como un Museo Arqueológico al Aire Libre, con una sección norte reconstruida como una residencia tradicional. Cerca de 1100 artículos de la región de Herat se almacenan dentro del museo en la ciudadela, de los cuales 250 están en exhibición actualmente.
En una ceremonia en octubre de 2011, el embajador de los Estados Unidos Ryan Crocker declaró que: "«Hasta hace 35 años, turistas de todo el mundo venían aquí para experimentar el patrimonio, la historia y paisajes nacionales incomparables [...] Esperamos con ansias el día en que afganos y visitantes de todo el mundo vuelvan a venir aquí para aprender sobre la rica historia de Afganistán y disfrutar de la gran hospitalidad y belleza que esta tierra y su gente tienen para ofrecer.» También estuvo presente en la ocasión la experta afgana Nancy Dupree y esto es lo que dijo: «He estado aquí muchas veces, pero entonces se estaba desmoronando [...] Esto es impresionante [...] Creo que lo más emocionante es para ver algo está finalmente logrado. He visto tantas cosas a medio terminar.»